# Магнетна руда
Магнетна руда је природно магнетизовани комад минерала магнетита.